# رينيليارفوني
رينيليارفوني (Rainilaiarivony) (المولود في 30 من يناير 1828م – 17 من يوليو 1896م) كان رئيس وزراء مدغشقر منذ عام 1864م حتى عام 1895م، خلفًا لأخيه الأكبر رينيفونيهاترينيوني (Rainivoninahitriniony)، الذي احتفظ بالمنصب لثلاثة عشر عامًا. كما كانت تعكس حياته المهنية تلك التي عاشها أبوه رينيهارو (Rainiharo)، الرجل المجدد ذو الخلفية العسكرية والذي أصبح رئيسًا للوزراء أثناء عهد الملكة رانافالونا الأولى (Ranavalona I). وعلى الرغم من طفولته التي كان منبوذًا فيها من عائلته، إلا أن رينيليارفوني ترقى في شبابه ليشغل مناصب عليا وحظي بثقة عالية في الديوان الملكي، وعمل جنبًا إلى جنب مع أبيه وأخيه. وفي سن الرابعة والعشرين، ساعد في قيادة حملة عسكرية حاسمة مع رينيفونيهاترينيوني وتمت ترقيته ليصبح رئيسًا للأركان بعد وفاة الملكة عام 1861م. وبشغله هذا المنصب أشرف رينيليارفوني على مواصلة الجهود في الحفاظ على السلطة الحاكمة في المناطق النائية من مدغشقر وعمل كمستشار لأخيه، الذي اعتلى منصب رئيس الوزراء عام 1852م. كما أنه أثر في تحول حكومة المملكة من الملكية المطلقة (absolute monarchy) إلى حكومة دستورية (constitutional)، يُشارك فيها رئيس الوزراء السلطة مع أصحاب السيادة. وعمل رينيليارفوني والملكة راسوهورينا (Rasoherina) معًا للإطاحة برينيفونيهاترينيوني بسبب إساءة استخدامه لمنصبه في عام 1864م. وباعتلائه منصب أخيه، ظل رينيليارفوني في السلطة لمدة 31 عامًا وذلك لزواجه من ثلاث ملكات متتاليات هن :راسوهيرينا ورانافالونا الثانية (Ranavalona II) ورانافالونا الثالثة (Ranavalona III).
وبصفته رئيسًا للوزراء، فكر رينيليارفوني مليًا في تحديث نظام الإدارة بالدولة، من أجل تعزيز وحماية مدغشقر من نظم الإدارة السياسية في البريطانية والإمبراطورية الاستعمارية الفرنسية. حيث قام بإعادة تنظيم الجيش وتحسين أوضاعه، وجعل التعليم بالمدارس العامة إجباريًا، وسن سلسلة من التشريعات التي شابهت القانون الإنجليزي وأسس ثلاث محاكم في أنتاناناريفو (Antananarivo). كما حرص نظام رجل الدولة الذي طُبق على عدم الإساءة للميول التقليدية للمجتمع، بينما الحد بشكل تدريجي من الممارسات التقليدية، مثل العبودية، وتعدد الزوجات، وهجر الزوجات. وقام ببعض التشريعات لتنصير النظام الملكي في ظل حكم الملكة رانافالونا الثانية. ضمنت مهارة رينيليارفوني الدبلوماسية إلى جانب فطنته العسكرية والدفاع عن مدغشقر إبان حروب الفرنك-هوفا، ونجح في الحفاظ على سيادة بلاده إلى أن استولت فرنسا الاستعمارية على القصر الملكي في سبتمبر 1895م. وعلى الرغم من التقدير الكبير الذي حظي به، تخلصت السلطات الفرنسية الاستعمارية من رينيليارفوني كرئيس للوزراء ونفته إلى الجزائر الفرنسية، حيث توفي بعد أقل من عام في أغسطس 1896م.